# Volvo 162C Wilsgaard

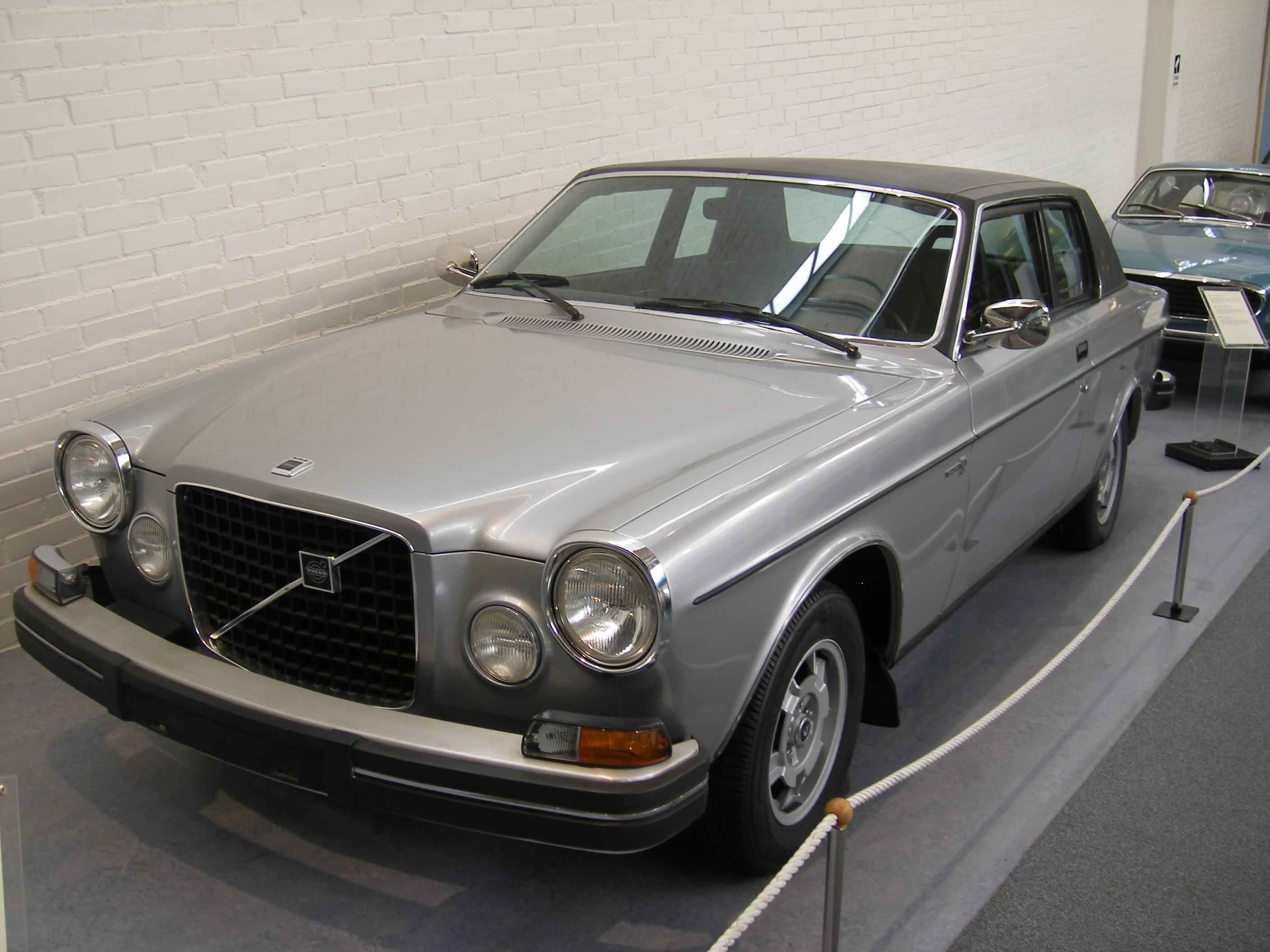
Volvo 162C Wilsgaard.

Volvo 162C Wilsgaard var en konceptbil baserad på Volvo 164 och som tillverkades under 1974.

## Historik
Volvo hade länge velat lansera en coupé-version av Volvo 164, men ekonomin tillät inte detta. Därför stannade projektet med en 2-dörrars bil med Volvo 164:ans front och bakparti och ett lägre, sportigare vinyltak. Denna modell designades av Jan Wilsgaard. 
1977 lanserades Volvo 262C för att fira Volvos 50-årsjubileum. Denna modell byggdes av Bertone i Italien. Den har samma tak och profil som Volvo 162C, men övriga Volvo 260-seriens front och bakparti.